# ヘーベイ・スピリット号原油流出事故

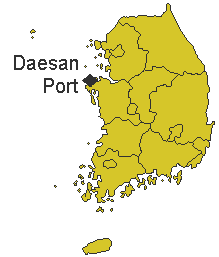
事件発生現場である大山港

ヘーベイ・スピリット号原油流出事故（ヘーベイ・スピリットごう げんゆりゅうしゅつじこ）は、2007年12月7日朝（韓国時間）に韓国で起きた石油流出事故である。事故後の対応が国際問題となった。
韓国当局は公式に、1995年に起こった石油流出を凌いで、韓国で最悪の重油流出事故であるとしている。この石油流出事故の規模は、エクソンバルディーズ号原油流出事故の3分の1程度である。

## 背景
2007年12月6日昼、仁川港を出発し、巨済島にある三星重工業造船所へ向かっていたサムスン重工業所有のクレーン船式の艀「サムスン1号」（揚力3000t級クレーン船、11,800総トン）とこれを曳航する3隻のタグボートからなる4隻の船団（以下船団）はタグボートの1隻に乗務する韓国人チョ船長指揮で、7日未明に鶴岩浦付近を航行中に風に流され、一度仁川港へ引き返す為に進路を変更、潮流を利用する目的で、大陸側のタンカー航路をショートカットした。その後、引き返す事を断念し、巨済島へ再び向かった。しかし、この際に船団は規定航路を逸脱、通過禁止航路を航行した上、海洋警察庁の管制センターからの呼び出しにも応じなかった。
この際、大山港沖の泰安郡の黄海海域で、前日夜に大三（デサン）A-1係留地（停泊域）に投錨して停泊していた香港船籍の原油タンカーであるヘーベイ・スピリット号（Hebei Spirit、中国名:河北精神號、146,848総トン）にはジャスプリット・チャウラ・シン船長らインド人船員たちが乗組み、この時のブリッジ当直は船団の接近を認識すると管制センターに進路情報問い合わせを行った。管制センター側は船団側船長に携帯電話を通じて連絡を行い、管制センターからタンカー側に衝突危険通知が出された。しかし、この際、船団は波に流されており、午前6時52分、荒波の影響でクレーン船のワイヤーがねじれて破断、直ちに船団タグボート側から管制センターにタンカーの移動を要請（この際、ワイヤー破断は通知せず）した。当時の気象は風速14 - 16m/sの強風、3 - 4mの高波でしかし、タンカー乗組員の多くは下船しており、即時移動は不可能であったため、タンカー側は移動不可能の連絡を行った。そして、午前7時15分、破断し漂流してきたクレーン船が、ヘーベイ・スピリット号左側面に激突した。
この事故での死傷者はなかったものの、ヘーベイ・スピリット号の5個のタンクのうち3個に穴が開き、積んでいた26万トンの石油（カフジ産原油）のうち、10,800トンの重油が流出した。破損したタンク内に残り流出しなかった原油は、損害を受けていないタンクに移され、穴はふさがれた。
流出した重油は近郊の海岸に流れ着いた。流出で影響を受けた地域には、渡り鳥の住むアジアでも有数の湿地帯、泰安海岸国立公園、445の養殖場などが含まれていた。

## 影響

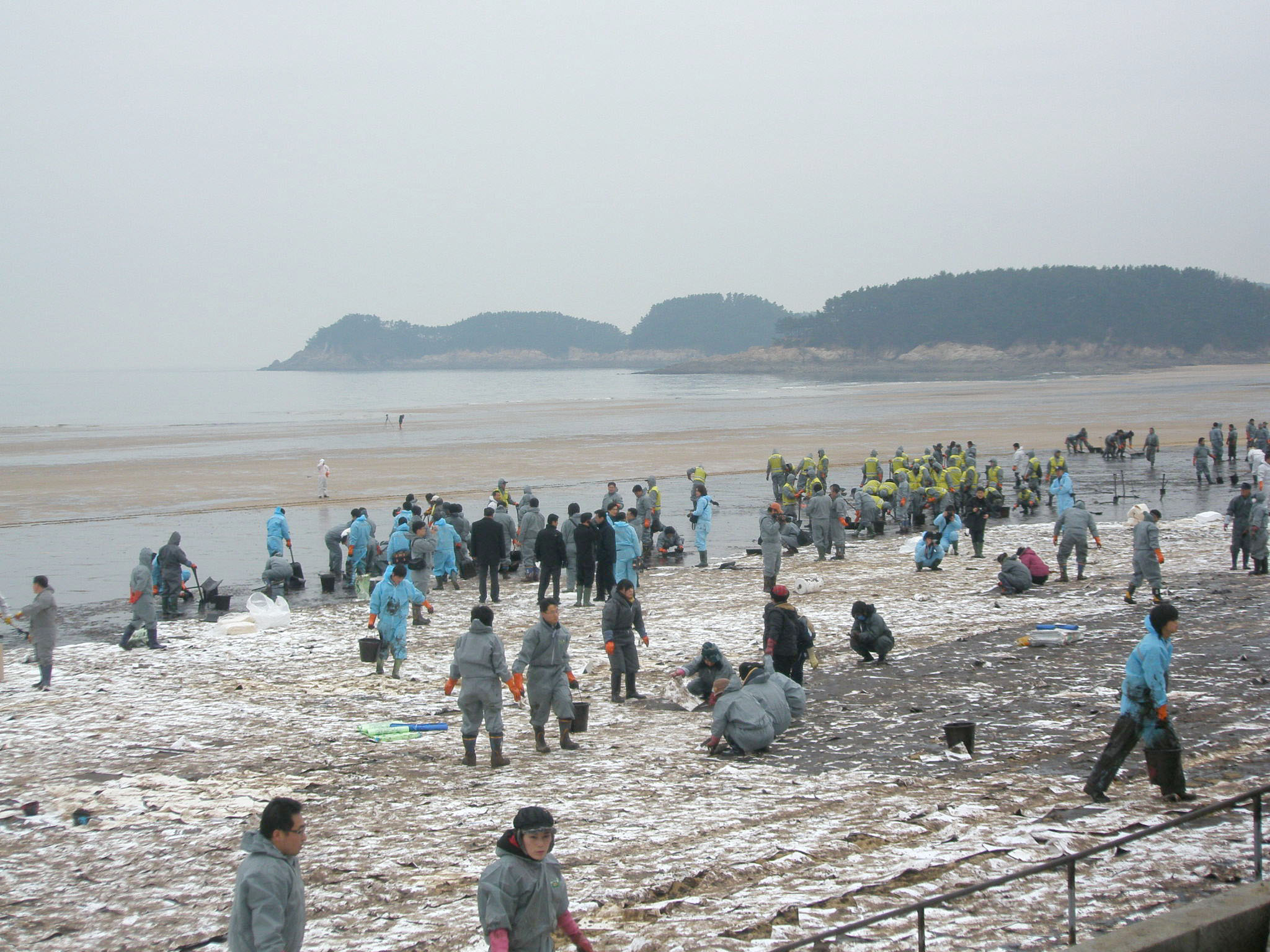
海岸に広まる原油とそれを取り除くボランティア

初期には、冬で温度が低いために、原油の流出は広がらないと考えられていた。しかしながら、季節外れの温かさと強い波、強い風等の天気によって、初期の予想を超えて石油が流出していった。
12月9日には、油膜は10メートルから10cmの幅で33kmの範囲に広がった。これによって、少なくとも30の浜辺とこの地区の半分以上の養殖場が重油の影響を受けたと考えられている。また、韓国の天然記念物であるSinduri Duneが、重油に浸されたと報告されている。
また、多くの渡り鳥はこの地域にまだ渡ってきていなかったが、カモメ、マガモなどの他の海で生活する生物は油まみれになって見つかるものもあった。
12月14日には、石油の塊が安眠島に到達して、少なくとも5つ以上の浜がタールの塊で汚染された。油はこの地域まで広がらないと考えられていたが、強い風と波が原因となりこの地域にまで広がった。12月15日には、タールの塊は保寧市にまで到達し、全羅北道の群山市にまで広まった。

## 反応

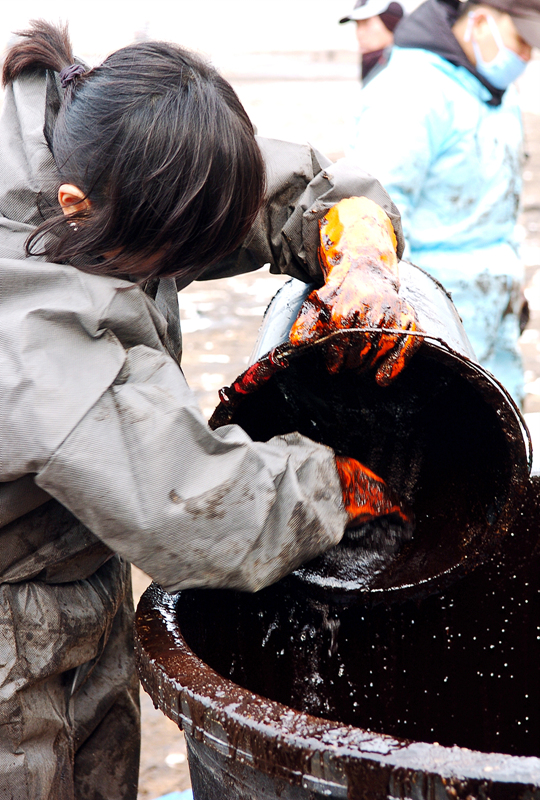
石油をかき集めるボランティア

韓国政府はこの地域に国家災害地域に指定した。清掃活動費に3000億ウォンを捻出した。清掃には13機のヘリコプターと17機の飛行機、327隻の船舶を動員した。清掃活動には最低2ヶ月が掛かると見積もられた。初期の援助は、軍人や特定企業からの援助にとどまる様子だったが、SNSなどを通じて事故現場の厳しい状況が民間人にも広がり、10万人に近い民間のボランティアと韓国の女優Park Jin Heeなど有名人による清掃活動の援助が行われるようになった。テレビ番組でもこのような民間人の動きに刺激を受け、ボランティア参加を促す旨の報道を送るようになり、民間人からの援助の徐々に活発になった。2008年の1月4日、海軍は229の船舶と22000人の軍人を清掃活動に参加させた。
事件が起きた33日後の2008年1月10日、忠清南道によると、ボランティアの人数は100万人を越え、103万7000人まで到達したとされている。泰安郡の緊急対策室の報告では、一般の市民がボランティアの大部分で58万人であり、続いて地元居住者が18万6700人、軍人と警察が12万7000人、軍人と警察を除く公務員が57,143人であったと報告している。緊急対策室は、平日には2万人のボランティアが、週末は平均で3千人のボランティアが作業の一部を手伝った。
2008年1月までに、おおよそ4153トンの流出石油が、268,710kgの石油吸収材とその他の回収装置によって集められた。財政的な出資は、合計で277億6000万韓国ウォンが寄付され、食料や衣料品も寄付された。泰安郡の緊急対策室は7億ウォンを越える金額が4200の個人や組織から寄付されたと述べている。
国際的には、「北西太平洋地域における海洋及び沿岸の環境保全・管理・開発のための行動計画」（NOWPAP）が、韓国政府の要求に応じて行動した。
韓国は、NOWPAPの他の参加国（日・中・露）が在庫している入手可能な防災物資を補給の問題を考慮に入れて、中国から50トンの、日本から10トンをそれぞれ受け取ったとしている。また、日本は、UNEP/OCHA環境部部隊参加チーム、欧州委員会監視情報局、アメリカ沿岸警備隊、バルセロナ自治大学(AUB)等のチームが加わったエキスパートチームを送った。

## 責任問題と国際問題
この事故では、大韓民国海洋水産部の地方局は、事故の2時間前、艀（クレーン船）の船団を指揮するチョ船長へタンカーに近すぎると二度警告を試みたが交信できなかった事は背景でも述べたとおり艀の船長は自分の判断で荒い天候の中この区域を通り抜けた。曳航船のワイヤーが切れ、漂流暴走したクレーン船が船体にぶつかったとき、タンカーは検疫のため定められた場所に投錨して船を錨で固定していたと証言している。管制センターとの交信ができなかった理由について船団の船長は、Ch12で船団同士交信していたため、当局には応答できなかったと証言（管制センターはCh16を使用）した。法律上聴取すべき周波数については、全船舶はIMO(国際海事機構)の国際条約によりCh16を常時聴取(聞いておく)事が義務付けられており、各国はこれに従っている。つまり、当局もしくは船舶同士の呼び出しは最初はCh16で行われ、次いで話手双方の了解を持って任意のCh(チャンネル)に移動する。(この日、クレーン船団同士のChはこれ手法によりCh12となっていた。)しかし、１つの周波数しか聞けない場合、これでは航路上を航行する当該クレーン船団は、当局もしくは他の船舶との交信が出来ない。
ここで２つの可能性が出てくる。①船団全船が持っている無線器が、Chが１つしか選択出来ない小型携帯型トランシーバー程度の安物だった説。これでは船団以外の他の船舶とは交信不可能となり、聴取義務周波数Ch16を聞かない状態が発生。②船団の母船(大型曳船等)のみ大型無線機を設置。周波数は二波(待ち受けCH16と任意交信Chの２つの周波数を聞けるようになっていた説。(これで船団内の小型曳航が安物無線機でも問題ないが、聞こえているのに何故答えないという疑問が出てくる。)
どちらにしても、一般的な事故の原因を考えた場合、｢敢えて当局からの呼び出しを無視した。｣と当局もしくは司法から思われても仕方ない理由となる可能性が発生する。先述のとおり、船団側が指定航路および係留地（停泊域）侵入の違反を犯していることもあるため、1審ではタンカーのジャスプリット・チャウラ・シン船長、チェタン・シャム一等航海士は無罪とされた。ところが、2審において乗組員に対する逆転有罪判決が出され、シン船長に懲役18ヶ月及び1000ドルの罰金、シャム一等航海士に懲役8ヶ月の判決がなされた。12月20日に、大韓民国海洋警察庁が事件の原因調査を終え、責任はクレーン船の船長、船団を指揮していた曳航タグボートのチョ船長とほか2隻のタグボート各船長、タンカーHebei Spirit号の船長のいずれにも見られるとしたのが原因であった。これにより、2名は収監された。
ところが、この異常とも言える判決に、国際運輸労連、インタータンコ、インターカーゴをはじめとした海運労使団体が反発。インド船員組合・インド海事組合・商船組合に至っては韓国行きの船舶への乗務をボイコットする事態となり、ムンバイなどではサムスン製品の購買ボイコットや打ち壊しなどのバッシングが発生し、2名の無罪及び釈放を求める抗議を行った。
その後、2名は保釈はされたものの、韓国からの出国を禁じられ、ホテルで軟禁状態に置かれていたが、2009年 4月23日 、最高裁判所1部は"競合のためにタンカーに発生した損傷は、刑法第187条に定められた船舶の破壊"とまで評価するには不十分にもかかわらず、業務上過失船舶破壊罪まで有罪と認めた部分は違法である"と判断して、控訴審判決をすべて破棄した。 サムスン重工業とベイスピリット船舶株式会社の各罰金3000万ウォンを宣告した原審はそのまま確定した。2009年 6月11日 、大田地方法院第3刑事部は破棄差し戻し審宣告公判で、海洋汚染防止法を適用して、控訴審で2年6月を宣告された船団指揮のタグボートチョ船長に懲役2年3月、懲役8ヶ月で軽減された2隻の補助曳航タグボートの船長には懲役1年を宣告した一方、河北スピリット号の船長と一等航海士については、業務上過失船舶破壊罪について無罪を宣告し、540日ぶりに開放・帰国した。
最近の報告では、損失の補償のほとんどは、Hebei Spirit号の保証人である中国船主責任相互保険組合（中国P&I）とスクルドP&Iによって支払われ、残りをサムスン火災保険とロイド P&Iが補填すると考えられている。中国P&IとスクルドP&Iがその費用を払うことができない場合、ダメージが国際会議で決められた船主の制約を上回る場合、国際油濁補償基金（IOPCF）が責任をもって支払うことになるだろう。
この事故による影響は、物流にも影響を及ぼし、韓国国内においてはコンテナ物流量が2008年11月から4ヶ月連続で大幅減少と言う事態にまで発展、2009年5月にも運送ストが予告された。

## サムスンの要求による上告の際の検察当局の共謀
ロイドリストと他のメディアの報道によると、韓国海事当局、検察、サムスンの弁護士は2人の船員の再審を共謀して告訴している。管理会社であるV.Shipsの社長は韓国を訪れ、抑留されたHebei Spirit号のクルーに会っている。彼は最近の出来事が、韓国当局、検察当局と漂流しタンカーに激突したクレーン船の所有者であるサムスン重工業と韓国の検察当局の間が「共謀を示唆している」とかたっており、その出来事はサムスンと検察当局の取り組みで「船長と船員が上告のときに有罪であるとわかっていると保証するよう計画しているようである」ことを心配していると述べている。また、「私は船長と船員が公正な裁判を受けられないかもしれない事が心配である」と述べた。